# دان نيكولاس كوين
دانيال نيكولاس كوين (المعروف سابقًا باسم دانيال نيكولاس كرو ) هو عالم كمبيوتر، حاليًا نائب الرئيس للهندسة في AltSchool .

## وظيفة مبكرة
تعلم كوين البرمجة على ZX81 وBBC Micro في الثمانينيات.
حصل على درجة البكالوريوس في علوم الكمبيوتر من جامعة ليدز،  وحصل على درجة الدكتوراه في الذكاء الاصطناعي من ليدز عام 1995. استخدمت أطروحته خوارزميات التعلم الآلي لاكتشاف الأنماط في تفاعلات المستخدم.
في منتصف التسعينيات كان رئيسًا لقسم تطوير البرمجيات لفن الذاكرة  حيث أنتج قصة زجاج الوسائط المتعددة كشك وأقراص مضغوطة من بين أمور أخرى.

## وادي السيليكون
في عام 1996، انضم كوين إلى Apple Computer حيث عمل في البداية كمهندس برمجيات رئيسي في Apple Media Tool . كما كان مديرًا لفريق Hypercard الهندسي وفريق تطبيقات QuickTime . عمل بشكل وثيق مع ستيف جوبز في تطبيق QuickTime Player  وشارك في ابتكار براءتي اختراع مع جوبز. في أغسطس 2011، أجرى بي بي سي مقابلة مع كوين لمناقشة استقالة ستيف جوبز كرئيس تنفيذي لشركة آبل.
بعد مغادرة آبل في عام 2000، عمل Quine في عدد من الشركات التكنولوجية الناشئة. كان كبير العلماء في موقع guru.com حيث طور محرك البحث الذكي SmartMatch. بعد أن استحوذت Unicru على guru.com ، ظل كوين كبير العلماء وكبير المهندسين حتى عام 2005 
في عام 2005، شارك كوين في تأسيس Blurb.com . بصفته رئيس قسم التكنولوجيا في Blurb  ، قاد عملية تطوير وإطلاق أول منتج BookSmart .

## جوجل
في عام 2006، انضم Quine إلى Google كمدير منتج لمجموعة البنية التحتية للزحف. في هذا المنصب تحدث بانتظام في مؤتمرات تحسين محركات البحث  وقاد فرق الشركة العاملة على بروتوكول استبعاد الروبوتات وتقنيات الزاحف الأخرى؛ كما مثل Google في معيار ACAP المقترح.
في فبراير 2008، في مقابلة مع Technology Review ، ناقش كوين تجارب واجهة بحث جوجل «وجهات النظر البديلة»، ووصف رؤية جوجل لمستقبل البحث: «شيء واحد يجب تذكره هو أن (البحث) لا يزال في الأيام الأولى. يعتقد الناس أن البحث مشكلة محلولة. أعتقد أننا ما زلنا في الأيام الأولى لجعل البحث يعمل على نطاق عالمي عالمي. نحن نعلم أنه يمكننا القيام بعمل أفضل».
في عام 2009، قاد كوين الفريق الهندسي الذي طور Google Squared ،  وهي تقنية لاستخراج المعرفة على نطاق واسع وهي جزء من تقنية الرسم البياني المعرفي. انتقل بعد ذلك إلى مكتب جوجل في لندن حيث قاد تطوير تطبيقات بحث الجوال من Google ومحترفي إعلانات Google ومشاريع الإعلانات الديناميكية للوسائط المتعددة.

## Songkick
في يناير 2011، غادر كوين جوجل للانضمام إلى Songkick . في Songkick ، ساعد في إنشاء معرض توظيف Silicon Milkroundabout . كما قاد انتقال Songkick إلى الهندسة المعمارية الموجهة للخدمات  وساعد الشركة على تبني التكامل المستمر.
في مايو 2014، أجرى Silicon Real مقابلة مع كوين، وتحدث عن تجربته في Songkick ، بالإضافة إلى حياته المهنية السابقة ومستقبل صناعة التكنولوجيا. في مايو 2014، كان لدى Songkick أكثر من 10 ملايين مستخدم فريد شهريًا وحققت أكثر من 100 مليون دولار من إيرادات التذاكر من خلال الإحالات. في يونيو 2015، أعلنت Songkick اندماجها مع بائع التذاكر المباشر CrowdSurge وجولة استثمارية بقيمة 16.6 مليون دولار من السلسلة C ؛  لا يزال كواين هو المسؤول التقني عن الشركة المندمجة.
في سبتمبر 2015، ترأس كوين مائدة مستديرة مع لجنة من الخبراء في الذكاء الاصطناعي تحدثوا عن المخاطر والفرص في هذا المجال.

## مدينة التكنولوجيا
في مارس 2012، تم اختيار كوين كأحد «سفراء الوظائف» للقناة الرابعة الإخبارية. يعلق بانتظام على الشركات الناشئة في Tech City ، بما في ذلك الكتابة لـ The Guardian ،  التحدث في المؤتمرات والترويج للشركات الناشئة في المملكة المتحدة لدورة الألعاب الأولمبية في لندن. وهو أحد الأعضاء المؤسسين لمجموعة Tech London Advocates. في ديسمبر 2013، أجرت ليندا يويه مقابلة على بي بي سي وورلد نيوز لمناقشة ريادة الأعمال.

## جامعة ليدز
كوين هو أستاذ زائر لعلوم الكمبيوتر بجامعة ليدز. يحاضر في الجامعة عن ريادة الأعمال والشركات الناشئة. يكتب أيضًا عن علوم الكمبيوتر. وهو أحد خريجي الهندسة البارزين في الجامعة.

## AltSchool
في يوليو 2016، عاد كوين إلى Silicon Valley ، حيث انضم إلى شركة AltSchool التعليمية.

## مؤرخ ومؤلف السكك الحديدية
يكتب كوين كتبًا ومقالات حول السكك الحديدية الضيقة، بما في ذلك سكة حديد فستينيوج، سكة حديد كيترينج أيرونستون، ترام والتهام أيرون أور والسكك الحديدية الخاصة الضيقة في ويست ميدلاندز. في عام 2019، قدم كوين ورقة بحثية في مؤتمر التاريخ الاجتماعي حول «تأثير الصناعيين الإنجليز على المناطق الريفية في وسط ويلز».